# Михаил Корибут Вишневецкий
Михаи́л Корибу́т Вишневе́цкий (пол. Michał Korybut Wiśniowiecki, бел. Міхаіл (Міхал) Карыбут Вішнявецкі; 31 июля 1640, Белый Камень, Русское воеводство — 10 ноября 1673, Львов, Русское воеводство) — король польский и великий князь литовский с 1669 года. Представитель княжеского рода Вишневецких герба Корибут. Избран на престол 19 июня 1669 года после отречения Яна II Казимира.
Был первым королём Польши шляхетского происхождения, а также первым на польском троне уроженцем территории сегодняшней Украины.

## Титул
Полный титул: Божьей милостью король польский, великий князь литовский, русский, прусский, мазовецкий, жемайтский, инфлянтский, смоленский, северский, черниговский и прочее, и прочее.

## Семья и детство
Сын Иеремии Вишневецкого и Гризельды Замойской. Основные поместья рода находились на Левобережной Украине и образовывали целую латифундию из 56 городов, местечек и деревень с населением до 288 тысяч человек. Столицей её был город Лубны (теперь Полтавская область).
До 1642 года он рос в Замосце. Позже попал под опеку своего дяди, воеводы сандомирского Яна Замойского.

## Образование и молодые годы
Начальное образование получил в иезуитской школе. В 1656—1660 годах при поддержке королевы и жены короля Яна II Казимира — Марии Луизы, начал учёбу в в университете в Праге. Также учился в Дрездене и Вене. Знал несколько иностранных языков: французский, итальянский, турецкий, татарский и латынь.
В ноябре 1663 года принимал участие в военной кампании короля Яна Казимира на Украине против московских войск. Командовал собственным пехотным полком численностью в 600 человек.

### Избирательная кампания 1669 года
В 1668 году король и великий князь Ян Казимир Ваза отрёкся от престола. Во время выборов нового короля представители воеводств и уездов Великого княжества Литовского несмотря на сопротивление магнатских семей Радзивиллов и Пацев высказались за кандидатуру Михаила Вишневецкого. Впрочем, как и большинство шляхтичей Речи Посполитой, рассчитывавших, что молодой небогатый князь, являющийся усердным католиком, не будет ущемлять «шляхетские привилегии». Проводилась усердная агитация в поддержку Вишневецкого. Например, примас Анджей Ольшовский разослал на поветовые сеймики прокламацию с предложением для шляхты, суть которого заключалась в том, чтобы избрать на престол жителя Речи Посполитой.
На избрание Михаила оказало влияние то, что его отец, уже покойный Иеремия Вишневецкий, был полководцем, удачно противостоявшим Богдану Хмельницкому.

## Правление
Избран на престол 19 июня после отречения Яна Казимира. 29 сентября 1669 года в Кракове прошла торжественная коронация.
К избранию Михаила Вишневецкого враждебно отнеслись магнатские группировки, а профранцузская партия во главе с гетманом великим коронным Яном Собеским перешла в открытую оппозицию.
Существенно усилились феодальные междоусобицы (шляхетские депутаты посредством liberum veto сорвали 4 из 6 сеймов) и только нападение Османской империи весной 1672 года и захват турецкой армией Каменца-Подольского предотвратили гражданскую войну.
Летом 1672 года украинско-турецкая армия, захватив крепость Хотин, вступила в Галицию. После кратковременной осады Львова Михаил Корибут был вынужден заключить Бучачский мир (1672 год), по которому Подольское и Брацлавское воеводства отходили Османской империи, а южная часть Киевского воеводства отходила правобережным казакам гетмана Дорошенко.
Но сейм Речи Посполитой не утвердил мирный договор, и война разгорелась снова. По дороге в армию, собиравшуюся возле Хотина, Михаил Корибут Вишневецкий умер во Львове. Местом смерти стал Дворец латинских архиепископов, теперь размещённый по адресу Площадь Рынок, 9, где он должен был получить причастие перед Хотинской битвой.
Как показало вскрытие, причиной смерти стала язва пищевода, усиленная нервными стрессами.

## Итоги правления
Короткое правление молодого и неискушённого Вишневецкого оказалось не очень удачным для Речи Посполитой.
При нём в Речи Посполитой ослабла королевская власть. Речь Посполитая, стремясь захватить правобережную Украину, поддерживала претендента на гетманство Михаила Ханенко и вела войну против Петра Дорошенко.
Речь Посполитая проиграла войну против Османской империи, которая заняла Подолию и Каменец-Подольский.

## Личная жизнь
27 февраля 1670 года он вступил в брак с Элеонорой Марией Австрийской. Королева была беременной, но 29 ноября 1670 года в результате несчастного случая у неё случился выкидыш.

## Образ в кино
- «Огнём и мечом» / «Ogniem i mieczem» (1999; Польша) режиссёр — Ежи Гоффман, в роли Михаила — Михал Фрыч. В конечном варианте сцены с участием Михаила были вырезаны.